# The Present (curta)
The Present é um curta-metragem de 2020 dirigido por Farah Nabulsi e co-escrito por Nabulsi e Hind Shoufani, sobre um pai e uma filha nos enclaves palestinos da Cisjordânia ocupada por Israel tentando comprar um presente de aniversário de casamento. O elenco é liderado pelo ator palestino Saleh Bakri. Foi lançado na Netflix em 18 de março de 2021 e foi indicado ao Oscar de Melhor Curta-metragem em live action.
Em 2021, ganhou o Prêmio BAFTA de Melhor Curta-Metragem.

## Enredo

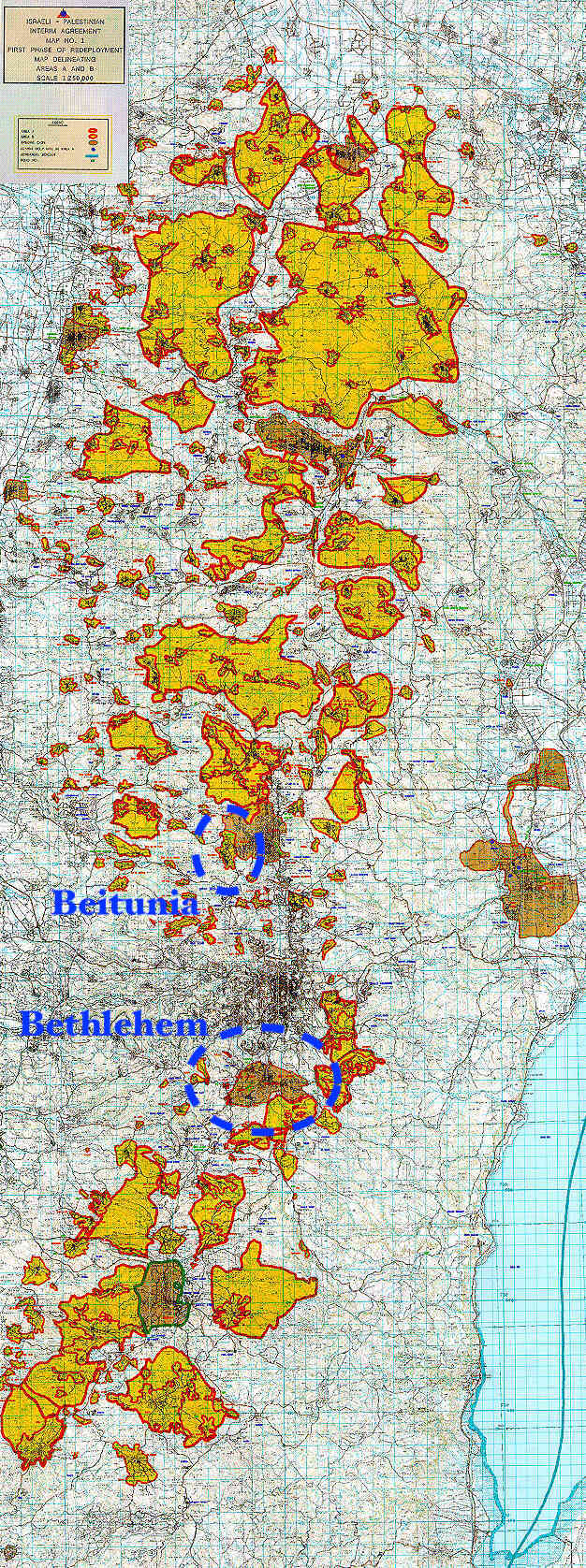
Beitunia e Belém, os dois locais mostrados no filme, em um mapa dos enclaves palestinos sob o Acordo de Oslo II.

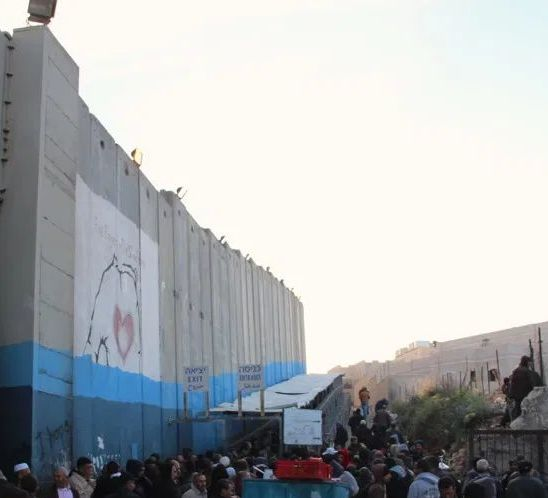
Checkpoint 300

O filme é sobre um pai e uma filha nos enclaves palestinos da Cisjordânia ocupada por Israel tentando comprar um presente de aniversário de casamento.
O filme abre com Yusef (Saleh Bakri) esperando para cruzar o superlotado Checkpoint 300, perto de Belém, no início da manhã. A cena foi produzida em locações com filmagens de guerrilha; Nabulsi a descreveu como "provavelmente a cena mais gratificante" do filme para fazer":
| “ | A única ficção nessa cena é nosso protagonista, Yusef ... Todas as outras centenas de palestinos, você vê, há palestinos de verdade indo trabalhar ao raiar do dia ... Eu tenho toda uma conversa filosófica que poderíamos ter sobre quem devemos pedir permissão para filmar tal monstruosidade ... Acabei de decidir que íamos correr esse risco. | ” |

Mais tarde, na casa de Yusef, ele e sua esposa Noor (Mariam Kamel Basha) discutem seu aniversário de casamento. Yusef diz que vai fazer compras em Beitunia para comprar um presente, com sua filha Yasmine (Maryam Kanj).
Seu progresso em ambas as direções é impedido por uma variedade de postos de controle. Em uma cena posterior importante, um grupo de jovens soldados israelenses discutem entre si sobre "o que um soldado aparentemente mais graduado vê como o comportamento insuficientemente intransigente, talvez insuficientemente desumano, de seu júnior".

## Prêmios e indicações
O filme estreou no Festival Internacional de Curtas-Metragens de Clermont-Ferrand, onde ganhou o Prêmio do Público de Melhor Filme. Posteriormente, ganhou prêmios no Festival Internacional de Cinema de Cleveland, no Festival de Cinema de Brooklyn e no Festival Internacional de Curtas-Metragens de Palm Springs.
Em 2021, foi nomeado para o Oscar de Melhor Curta-Metragem em Live Action e ganhou o Prêmio BAFTA de Melhor Curta-Metragem.

## Avaliações
O filme recebeu críticas de 5 estrelas da UK Film Review e Eye for Film, e críticas de 4 estrelas da For Reel e View of the Arts. Madison Ford, escrevendo na UK Film Review, descreveu o filme como "uma obra de arte reveladora que cativa desde o offset", enquanto Taylor Beaumont em For Reel escreve que o filme é uma "vitrine fantástica para a atuação contida, mas poderosa talentos de Saleh Bakri e... um poderoso instantâneo da humanidade que alguns de nós sacrificamos apenas para comprar nossos ovos para a semana". Em uma entrevista com Nabulsi, a jornalista de cinema E. Nina Rothe escreveu que o nome do filme pode se referir tanto a um presente quanto aos dias atuais.
Uma crítica em hebraico de Amir Bogen em Ynet comparando The Present com o filme israelense White Eye afirma que é surpreendente ver The Present na lista de finalistas do Oscar, dado o padrão do enredo, sua exploração emocional e sua simplicidade consciente e prossegue dizendo que "apresenta mensagens unilaterais e uma perda de autenticidade da situação (sem falar no hebraico com forte sotaque árabe dos soldados interpretados por atores palestinos)".